# Peltre (Mosel·la)
Peltre és un municipi francès, situat al departament del Mosel·la i a la regió del Gran Est. L'any 2007 tenia 1.685 habitants.

## Demografia

### Població
El 2007 la població de fet de Peltre era de 1.685 persones. Hi havia 632 famílies, de les quals 157 eren unipersonals (45 homes vivint sols i 112 dones vivint soles), 187 parelles sense fills, 247 parelles amb fills i 41 famílies monoparentals amb fills.
La població ha evolucionat segons el següent gràfic:
Habitants censats

### Habitatges
El 2007 hi havia 667 habitatges, 641 eren l'habitatge principal de la família, 5 eren segones residències i 21 estaven desocupats. 510 eren cases i 156 eren apartaments. Dels 641 habitatges principals, 452 estaven ocupats pels seus propietaris, 180 estaven llogats i ocupats pels llogaters i 9 estaven cedits a títol gratuït; 19 tenien una cambra, 27 en tenien dues, 54 en tenien tres, 106 en tenien quatre i 435 en tenien cinc o més. 558 habitatges disposaven pel capbaix d'una plaça de pàrquing. A 288 habitatges hi havia un automòbil i a 307 n'hi havia dos o més.

### Piràmide de població
La piràmide de població per edats i sexe el 2009 era:
| Homes | Edats   | Dones |
| ----- | ------- | ----- |
| 0     | 95 o +  | 2     |
| 0     | 90 a 94 | 5     |
| 5     | 85 a 89 | 14    |
| 2     | 80 a 84 | 12    |
| 21    | 75 a 79 | 31    |
| 17    | 70 a 74 | 42    |
| 33    | 65 a 69 | 37    |
| 60    | 60 a 64 | 52    |
| 45    | 55 a 59 | 52    |
| 66    | 50 a 54 | 64    |
| 32    | 45 a 49 | 57    |
| 36    | 40 a 44 | 43    |
| 59    | 35 a 39 | 47    |
| 47    | 30 a 34 | 44    |
| 27    | 25 a 29 | 24    |
| 37    | 20 a 24 | 54    |
| 60    | 15 a 19 | 41    |
| 39    | 10 a 14 | 44    |
| 21    | 5 a 9   | 39    |
| 40    | 0 a 4   | 15    |

## Economia
El 2007 la població en edat de treballar era de 1.083 persones, 777 eren actives i 306 eren inactives. De les 777 persones actives 733 estaven ocupades (393 homes i 340 dones) i 43 estaven aturades (21 homes i 22 dones). De les 306 persones inactives 125 estaven jubilades, 111 estaven estudiant i 70 estaven classificades com a «altres inactius».

### Ingressos
El 2009 a Peltre hi havia 666 unitats fiscals que integraven 1.710,5 persones, la mediana anual d'ingressos fiscals per persona era de 23.996 €.

### Activitats econòmiques
Dels 102 establiments que hi havia el 2007, 2 eren d'empreses extractives, 1 d'una empresa alimentària, 7 d'empreses de fabricació d'altres productes industrials, 27 d'empreses de construcció, 15 d'empreses de comerç i reparació d'automòbils, 4 d'empreses de transport, 6 d'empreses d'hostatgeria i restauració, 3 d'empreses d'informació i comunicació, 2 d'empreses financeres, 4 d'empreses immobiliàries, 14 d'empreses de serveis, 13 d'entitats de l'administració pública i 4 d'empreses classificades com a «altres activitats de serveis».
Dels 28 establiments de servei als particulars que hi havia el 2009, 1 era una oficina de correu, 2 tallers de reparació d'automòbils i de material agrícola, 5 paletes, 1 guixaire pintor, 4 fusteries, 5 lampisteries, 2 electricistes, 3 empreses de construcció, 1 perruqueria, 3 restaurants i 1 saló de bellesa.
L'únic establiment comercial que hi havia el 2009 era una fleca.
L'any 2000 a Peltre hi havia 6 explotacions agrícoles que ocupaven un total de 450 hectàrees.

## Equipaments sanitaris i escolars
L'únic equipament sanitari que hi havia el 2009 era una ambulància.
El 2009 hi havia 1 escola maternal i 2 escoles elementals. A Peltre hi havia 1 col·legi d'educació secundària i 1 liceu d'ensenyament general. Als col·legis d'educació secundària hi havia 190 alumnes i als liceus d'ensenyament general 242.

## Poblacions més properes
El següent diagrama mostra les poblacions més properes.